# Cocodril de Nova Guinea
El cocodril de Nova Guinea (Crocodylus novaeguineae) és una espècie de cocodril de petita grandària que habita només a l'illa de Nova Guinea. Durant un temps va ser considerat una subespècie del cocodril filipí.
Arriba a mesurar entre 35 (els mascles) i 27 dm (les femelles). El seu aspecte és similar al cocodril de Johnston i al Crocodylus siamensis. El seu color és gris marró, amb taques fosques en la cua.
D'hàbits nocturns, freqüenta els aiguamolls i llacs de l'interior de l'illa; existeixen dues poblacions separades per muntanyes. Ambdues eviten els territoris ocupats pel seu competidor, el cocodril marí.